# Jordan Kuničić
Jordan Kuničić O.P. (* Dol, otok Hvar, 21. srpnja 1908. – † Zagreb, 17. veljače 1974.), teološki pisac, glazbenik i pedagog, jedan je od hrvatskih svjetski poznatih teologa, dominikanac i skladatelj.
Iznimno je plodan autor u području katoličke moralne nauke ("moralke") i bioetike. Osim velikoga broja znanstvenih djela, objavio je tijekom godina niz popularnih članaka u raznim vjerskim časopisima i više knjiga o molitvi i duhovnom životu.

## Život
Rođen je u Dolu kod Staroga Grada na otoku Hvaru. Na krštenju je dobio ime Niko. U rodnom mjestu je išao u pučku školu, a u susjedni Stari Grad odlazi pohađati gimnaziju. Gimnaziju je pohađao i u Dubrovniku. 
U Dubrovniku je 1. studenoga 1924. primio dominikansko redovničko odijelo i krsno ime Nikola zamijenio redovničkim u čast bl. Jordana Saskoga. Godinu kušnje završio je pod vodstvom fr. Markolina Knega položivši prve zavjete 2. studenoga 1925. godine.
Filozofiju je počeo studirati u Dubrovniku, a 14. listopada 1926., otišao je u Rim, studirati filozofiju i teologiju na Sveučilištu sv. Tome Akvinskoga (Angelicum). 
Kardinal Francesco Marchetti-Selvaggiani zaredio ga je za svećenika u Rimu 28. lipnja 1931. Uskoro potom doktorirao je teologiju. 
1933. godine dobiva mjesto profesora na dubrovačkoj Dominikanskoj visokoj bogoslovnoj školi. Za vrijeme boravka u Dubrovniku u razdoblju od 1936. do 1944. bio katehetom na državnoj gimnaziji i Učiteljskoj školi. 1948. postaje rektorom Dominikanske visoke bogoslovne škole. Tu dužnost obnaša do 1955. godine. Nakon toga odlazi u Zagreb.
Dva puta je izabran za priora samostana Sv. Dominika u Dubrovniku (1937. – 1940. i 1945. – 1948.).
Tijekom deset godina upravitelj je crkve Sv. Križa u Gružu. Nakon rata obnavlja od savezničkoga bombardiranja stradali gruški samostan i iz temelja podiže novu crkvu. 
Čak četiri puta (1937., 1940., 1954. i 1963.) propovijedao je trodnevnicu za Svetoga Vlaha u Dubrovniku. Te je propovijedi tiskao u dubrovačkoj Narodnoj svijesti (2. II. 1938., str. 1: U znaku vjere - stopama sv. Vlaha) te kao posebne knjižice: Sveti Vlaho: svetac, mučenik i parac (1954.) i Kršćanska trilogija: vjera, ufanje, ljubav' (1963.).
Dubrovačka biskupija povjerava mu službu predsjednika povjerenstva za crkvenu glazbu, a „Crkveni pjevački zbor“, osnovan 1926. u stolnoj crkvi Gospe Velike, angažirao ga je za svoga orguljaša i drugoga dirigenta (1936. – 1955.). U tom razdoblju sastavio je dva sveska crkvenih skladbi među kojima se ističu one na psalam „Smiluj mi se Bože“ koje su primile stručna priznanja.
Bio je jednim od hrvatskih bogoslova koji su u svojim raspravama osudili komunizam (Problemi komunizma (s idejnog stanovišta), 1942.).
KBF ga je pozvao predavati na sugestiju dominikanskoga provincijala. U Zagrebu prvo predaje na Katoličkom bogoslovnom fakultetu na Katedri moralne teologije, katoličke društvene nauke i pedagogije. 1959. ga dobiva najviši znanstveni naslov u Redu propovjednik - učitelj svetoga bogoslovlja - magister in sacra theologia. 1963. postaje dekanom. Šest puta uzastopce biran je za dekana Katoličkoga bogoslovnog fakulteta u Zagrebu, pa tu dužnost obnaša do 1970.
Osim predavačke i dekanske dužnosti, Kuničić je bio profesorom na Katehetskom institutu i Institutu za teološku kulturu laika.  
Uređivao je obnovljeni časopis Bogoslovsku smotru od 1963. do 1971. godine. 
Organizirao je Teološko-pastoralni tjedan za svećenike koji je imao velike uspjehe.
Bio je jednim od glavnih aktera u utemeljenju Instituta za crkvenu glazbu i Instituta za teološku kulturu laika pri KBF-u.
Bio je dugogodišnji sudac Nadbiskupskoga ženidbenoga suda u Zagrebu.
Na pitanje koje su oznake njegove teologije, odgovarao bi: “Logika, strogo obrazlaganje tvrdnji, posvemašnja autentičnost u vjernosti Crkvi i primjena tomističkih načela na probleme današnjice.” Nije se smatrao ni progresivnim ni konzervativnim nego klasičnim teologom, koji u svjetlu stalnih moralnih načela tumači i usmjerava ljudski, a napose vjerski život u promjenjivim povijesnim prilikama.
Na svoj imendan 17. veljače 1974. popodne sjeo je za orgulje u crkvi Kraljice svete Krunice u Zagrebu, otvorio poklopac klavijature i zbog srčanoga udara spustio glavu na tipke. 
Pokopan je 20. veljače 1974. u dominikansku grobnicu na Mirogoju (27-I-203).

## Djela
Pisao je djela iz područja raznih teoloških disciplina, katoličke društvene nauke, kršćanske pedagogije i glazbe. 
Napisao je 32 samostalnih djela i 395 članaka. Djela su mu objavili u više od 20 tuzemnih i inozemnih časopisa.
Bio je sudionikom redakcije XIII. sheme Drugoga vatikanskog sabora. Ista je danas poznata kao pastoralna konstitucija o Crkvi u suvremenom svijetu Radost i nada (Gaudium et spes). 
Neka njegova djela su, kao što je Pregled katoličke društvene nauke, su, čini se, bila na svojevrsnom popisu zabranjenih knjiga u socijalističkoj Jugoslaviji, iako se u nekim uopće nije osvrtao na marksizam. Djela nisu bila dostupna običnim građanima i vjernicima, nego samo bogoslovima.

## Vanjske poveznice
- Petar Marija Radelj, Popis radova Jordana Kuničića (1908.-1974.) i članaka o njemu (31. siječnja 2014.)
- Hrvoje Lasić: Komunizam s idejnog i etičkog stajališta u djelima Jordana Kuničića
- Scientificcommons[neaktivna poveznica] Jordan Kuničić - popis radova

## Djelomičan popis objavljenih djela
- Ljubav Božja prama nama, Duhovni život (Zagreb), III (1931.) 2, 82-88.
- Utemeljitelj kršćanskog aristotelizma, Katolički list, 83 (1932.) 4, 41-42. [o Albertu Velikom]
- Srce Isusovo u Krunici, Gospina krunica, (1931.) 6, 81-84; 7, 99-101. 133-135.
- Evo službenice Gospodnje, Gospina krunica (Zagreb), (1932.) 4, 52-54.
- Suotkupiteljica, Gospina krunica, (1933.) 5, 68-71.
- Ciljevi patnja pravednika, Duhovni život, V (1933.) 4, 217-226; 5, 257-268. * napisao: Jordan M[arija] Kuničić.
- Duševni mir, Duhovni život, VI (1934.) 1, 6-14.
- De ratione tribulationum in vita iusti secundum s. Thomam, Angelicum, Romae 1934.)., 40 str., 24 cm.  Extractum ex thesi. Izvadak iz doktorske disertacije, pisac: Iordanus M. Kuničić.
- Prvenstvo tomizma kao katoličkog naučnog sistema, Hrvatska straža (Zagreb), 8. III. 1934.
- Sloboda duha, Duhovni život, VI (1934.) 4, 210-219. * napisao: Jordan M[arija] Kuničić.
- Kristova molitva, Duhovni život, VII (1935.) 4, 193-200.
- Gore srca!, Duhovni život, VII (1935.) 5, 274-281.
- Krist naš vrhovni uzor, Duhovni život, VIII (1936.) 1, 20-27.
- Da li tomizam poima filozofiju odviše autonomno, Bogoslovska smotra, XXIV (1936.) 1, 45-47.
- Pred drugi međunarodni tomistički kongres, Bogoslovska smotra, XXIV (1936.) 4, 421-426.
- Pretpovijest i povijest katedralnoga Crkvenoga pjevačkog zbora u Dubrovniku, u: 1926-1936 Crkveni pjevački zbor u Dubrovniku historijat i djelovanje, Dubrovnik 1937., str. 1-9.
- Komunizam i religija, Duhovni život, IX (1937.) 4, 246-251.
- Neprijatelj križa, Duhovni život, IX (1937.) 5, 312-315. * O komunizmu.
- Neosnovani optimizam, Duhovni život, X (1938.) 1, 54-58. * O komunističkom optimizmu.
- Duh vjerske trpeljivosti, Narodna svijest (Dubrovnik), 26. I. 1938.
- Na obranu ličnosti, Duhovni život, X (1938.) 3, 132-138.
- Za prvenstvo duha, Duhovni život, X (1938.) 5, 275-281.
- Zašto su komunisti bezbožnici?, Narodna svijest (Dubrovnik), XXII (1940.) 29 / 18. VII., str. 1-2; 30 / 24. VII., str. 1-2.
- Komunizam kao religija, Narodna svijest (Dubrovnik), XXII (1940.) 31 / 31. VII., str. 1; 32 / 7. VIII., str. 1.
- Kratak osvrt na „naučnost“ marksizma, Narodna svijest (Dubrovnik), XXIII (1941.) 12, 2.
- Problem komunizma s idejnog stanovišta, Dubrovnik 1942., 63 str.
- Spolni nagon i ženidba, Dubrovnik : Dubrovačka Hrvatska tiskara, 1943., 46 str.
- Pesimizam, Katolički tjednik (Sarajevo), XIX (1943.) 16, 2-3; 17, 2-3.
- Optimizam, Katolički tjednik (Sarajevo), XIX (1943.) 29, 3-4.
- Između optimizma i pesimizma, Katolički tjednik (Sarajevo), XIX (1943.) 30, 4; 31, 3-4.
- Socialna filozofija boljševizma, Nova vriedna hrvatska knjiga, Spremnost (Zagreb), III (1944.) 125, str. 2-8. (Prikaz knjige Dominika Barača)
- Snage Duha, Madrid : Osvit, 1954., 92 str.
- Sveti Vlaho: svetac - mučenik - zaštitnik : Trodnevlje prigodom svečanosti god. 1954., Dubrovnik 1954., 28 str. ciklostilom.
- Sublimiori modo redempta, Divus Thomas (Piacenza), LVII (1954.) 2, 220-230. * O blaženoj Djevici Mariji. poseban otisak.
- U svijetlo-tamnim dubinama : kršćansko rješenje problema boli, Osoba i duh (Albuquerque, SAD), VII (1955.) 1, 4-63; 2, 227-250; 3, 409-420. * Pod pseudonimom N. Dolovjev.
- Sanctus Thomas et theologia cherygmatica, Angelicum (Roma), XXXII (1955.) 1, 35-51. poseban otisak.
- Principi pedagogici di San Tommaso, Sapienza (Roma), VIII (1955.) 3-4, 1-22.
- Principia didactica sancti Thomae, Divus Thomas (Piacenza), LVIII (1955.) 4, 398-411.
- Quosque tandem „De praeceptis”, Divus Thomas (Piacenza), LIX (1956.) 3-4, 404-417. (Među prvima se zalagao da se ćudoređe predaje na pozitivan i dinamičan način, više u suglasju s Novim Savezom tj. slijedeći put kreposti i savršenstva).
- De principiis, Zagreb : Rkt. Bogoslovski fakultet, 1956., 29 cm. 120 str. ciklostilom. * Priručnik teološke moralke, 1. Priručnik teološke moralke uz tekst Noldin- a.
- Aliquorum organorum humani corporis licita transplantatio, Perfice munus (Torino), (1957.) 10, 566-579.
- Ethicae situationis multiplex error, Divus Thomas (Piacenza), LX (1957.) 3, 305-313. poseban otisak.
- Rod izabrani, I. dio, Zagreb 1957., 153 str.;
- Rod izabrani, II. dio, Zagreb 1957., 152 str. ciklostilom. (48 razmatranja za duhovne vježbe svećenicima i redovnicima). Prikaz: Mijo Škvorc, u: Bogoslovska smotra, XXXV (1965.) 1, 146-148 (I. dio) ; XXXVII (1967.) 3-4, 496. (II. dio)
- Propovijedi, svezak I, Zageb : vl. nakladom, 1957., 36 str. ciklostilom u 600 primjeraka. (šest rasprava o Božjoj riječi, životu i boli)
- O krepostima i o grijesima, Zagreb : Rkt. Bogoslovski fakultet, 1957., 127 str. 29 cm. ciklostilom. * Priručnik teološke moralke, 2. Priručnik teološke moralke uz tekst Noldin-a.
- Šest zapovijedi Dekaloga, Zagreb : Rkt. Bogoslovski fakultet, 1957., 127 str. 29 cm. ciklostilom. * Priručnik teološke moralke, 3. Priručnik teološke moralke uz tekst Noldin-a.
- De B. V. Mariae conceptione apud D. Thomam. Quid verba „Beata Virgo ab originali immunis fuit” et „originale non contraxit” apud sanctum Thomam significare videntur?, Ephemerides marilogicae (Madrid), 8 (1958.), 105-125.
- Totus homo ad statum relatus, Divus Thomas (Piacenza), LXI (1958.) 1, 50-62. poseban otisak.
- Sociologiae catholicae ad moralem relatio, Divus Thomas (Piacenza), LXII (1959.) 1-2, 183-197. poseban otisak.
- La prudenza del governo e il problema della tolleranza, Sapienza (Roma), XII (1959.) 1, 1-25.
- La moralità della guerra secondo San Tommaso, Sapienza (Roma), XII (1959.) 6, 503-518.
- La morale personalistica, Sacra doctrina (Bologna), (1959.) 14, 157-184.
- De missa ut vero ac proprio sacrificio secundum sanctum Thomam, Freiburger Zeitschrift für philosophie und theologie (Fribourg), VII (1960.) 2, 121-138. poseban otisak.
- Consecratio eucharistica vere - realiter - proprie sacrificata, Freiburger Zeitschrift für philosophie und theologie, VII (1960.) 4, 415-424. poseban otisak.
- Nagovori mladencima, Split : Samostan oo. dominikanaca, 1960., 113 str. ciklostilom.
- Propovijedi za nedjelje i blagdane, Split 1960., 197 str. ciklostilom (govori za sve nedjelje i blagdane)
- Cosmologia, Zagreb, 1960., 36 str.
- Katolička sociologija, Zagreb : Nadbiskupsko bogoslovno sjemenište, 1961., 120 str.
- Sanctus Thomas nulli systemati morali favet, Freiburger Zeitschrift für philosophie und theologie (Freiburg), VIII (1961.) 2, 275-308. poseban otisak.
- Ad „Postscriptum” P. Thomas Kreider O.S.B., Freiburger Zeitschrift für philosophie und theologie, VIII (1961.), 339.
- Temelji katoličke pedagogije, Zagreb : vlastita naklada, 1961., 80 str. ; 29 cm. ciklostilom.
- Kršćanska trilogija: vjera - ufanje - ljubav : Trodnevlje u čast sv. Vlaha god. 1963., Dubrovnik 1963., 30 str. ciklostilom.
- Ratio causalis regalitatis B. M. V., Ephemerides mariologicae (Madrid), (1963.) 1, 133-148. * O blaženoj Djevici Mariji. poseban otisak 16 str.
- Smjer u život, Dubrovnik-Split: Dominikanski provincijalat, 1963., 180 str. * Prikaz: Ivan Kozelj, u: Bogoslovska smotra (Zagreb), XXXIV (1964.) 1, 165-166.
- Natura della giustizia sociale, Sapienza (Roma), XVI (1963.) 1-2, 40-63.
- Theologia moralis renovanda, Freiburger Zeitschrift für philosophie und theologie, X (1963.) 2, 291-315. poseban otisak.
- Petar ne umire, Bogoslovska smotra, XXXIII (1963.) 2, 1-4.
- Idejni sadržaj enciklike „Mir na zemlji”, Bogoslovska smotra, XXXIII (1963.) 2, 8-23.
- Prostitucija se ne može nazvati potrebnom ni korisnom, Bogoslovska smotra, XXXIII (1963.) 2, 76-77.
- Kvalifikacija čina zahvale poslije sv. pričesti, Bogoslovska smotra, XXXIII (1963.) 2, 79-80.
- Dr. Fr. Ignacije Gavran. Bludna psovka (povijesno-psihološka studija), Sarajevo 1962., 193 str., Bogoslovska smotra, XXXIII (1963.) 2, 158-159. (prikaz)
- Rod izabrani, I. dio, drugo izdanje, Zagreb 1964., X str. * Prikaz: Mijo Škvorc, u: Bogoslovska smotra, XXXV (1965.) 1, 146-148.
- Pozitivni smisao šeste zapovijedi Dekaloga, Bogoslovska smotra, XXXIV (1964.) 2, 203-214.
- „Veliko obećanje” i konačna ustrajnost, Bogoslovska smotra, XXXIV (1964.) 2, 267-271. (o obećanju Srca Isusova Margariti Mairji Alacoque)
- Bračna plodnost i agenezijska metoda, Bogoslovska smotra, XXXIV (1964.) 2, 271-277 (metoda reguliranja poroda)
- Zrnca životne mudrosti, Zagreb : Hrvatsko književno društvo sv. Ćirila i Metoda, 1965., 96 str. - Prikaz: M[ijo] Š[kvorc], u: Bogoslovska smotra (Zagreb), XXXVI (1966.) 1, 147.
- Nastavak: Je li dopušteno sprečavati ovulaciju, Bogoslovska smotra, XXXVI (1966.) 2, 404-412.
- Jedinstvo u Kristu (uz dekret o ekumenizmu od 21. XI. 1964.), Bogoslovska smotra, XXXV (1965.) 2, 159-165.
- Porođajne boli nisu prokletstvo, Bogoslovska smotra, XXXV (1965.) 2, 258-262 [o psihoprofilaktičkoj metodi spremanja rodilja za lakši porođaj
- Samoblud - grijeh ili nužda, Bogoslovska smotra, XXXV (1965.) 2, 263-268.
- La diminuzione dei frutti speciali della Messa, Perfice munus (Torino), (1966.) 6, 344-346.
- Zbornik radova s teološko-pastoralnog tjedna za svećenike, Zagreb 15-18. II 1966., Bogoslovska smotra, XXXVI (1966.) 2, 153-154.(Broj tiskan u 1.985 komada)
- Uvodna riječ na otvorenju Teološkog tečaja za svećenike, u Zagrebu, 15. II. 1966., Bogoslovska smotra, XXXVI (1966.) 2, 155-156.
- Zaključna riječ na Teološkom tečaju za svećenike, u Zagrebu, 18. II. 1966., Bogoslovska smotra, XXXVI (1966.) 2, 268-269.
- „Nova moralka”, Bogoslovska smotra, XXXVI (1966.) 2, 206-219., Predavanje na Teološko-pastoralnom tjednu 1966.
- Moralna sekcija, Bogoslovska smotra, XXXVI (1966.) 2, 391-392.
- Metafizika bračne ljubavi, Bogoslovska smotra, XXXVI (1966.) 2, 393-403., Predavanje na Teološko-pastoralnom tjednu 1966.
- Je li dopušteno sprečavati ovulaciju, Bogoslovska smotra, XXXVI (1966.) 2, 404-412.
- Moralna problematika dijaloga s nevjernicima, Bogoslovska smotra, XXXVI (1966.) 2, 413-421., Predavanje na Teološko-pastoralnom tjednu * Oboedientiae religiosae nova consideratio, Divus Thomas (Piacenza), LXIX (1966.) 1, 199-213. (protiv zamisli Karla Rahnera)
- Apostolat kao plod unutarnje punine, Bogoslovska smotra, XXXVI (1966.) 3-4, 643-649 o kontemplativnom i aktivnom redovničkom životu, o 750. obljetnici Reda propovjednika
- Fra Karlo Nola, Kazuistika, Makarska 1966., Bogoslovska smotra, XXXVI (1966.) 3-4, 739-742 (prikaz)
- Studia moralia, III, Rim 1965., Bogoslovska smotra, XXXVI (1966.) 3-4, 742-743 (prikaz)
- P. Platon Plesajec OFM, Nedjeljnja riječ. I. dio, Slavonski Brod 1966., Bogoslovska smotra, XXXVI (1966.) 3-4, 748. * Pod pseudonimom N. D. (Nikola Dolovjev).
- P. Platon Plesajec OFM, Svetački vjenac. II. dio, Slavonski Brod 1966., Bogoslovska smotra, XXXVI (1966.) 3-4, 748. * Pod pseudonimom N. D. (Nikola Dolovjev).
- Quaestiunculae morales, Bogoslovska smotra, XXXVI (1966.) 3-4, 748-753 https://hrcak.srce.hr/clanak/64936 (kratki odgovori na 11 različitih pitanja; odgovor na napis u Dobrom pastiru, Sarajevo 1966., str. 177-195)
- izabrani, II. knjiga, II. izdanje, Zagreb 1967., X str. Prikaz: Mijo Škvorc, u: Bogoslovska smotra, XXXV (1965.) 1, 146-148 (I. dio) ; XXXVII (1967.) 3-4, 496. (II. dio)
- Osnovna načela moralnog života, Zagreb 1967., 97 str. ciklostilom. Znanost spasenja, 1. svezak, bilješke iz katoličke moralke (4. izdanje).
- Bogoštovlje - pomoćne društvene kreposti- duhovna jakost, Zagreb 1967., 96 str. ciklostilom. Znanost spasenja, 5. svezak, bilješke iz katoličke moralke (4. izdanje).
- tekst II. Vatikanskog sabora o ratu i miru, Crkva u svijetu, II (1967.) 1, 17-25.
- I temi morali nella predicazione, Palestra del clero (Rovigo), (1971.) 2, 1-14.
- L’amore coniugale come perfezionamento della persona, Sapienza (Roma), XX (1967.) 1, 30-47.
- Imperativ unutarnjeg jedinstva : Uvodna riječ na otvorenju Teološko-pastoralnog tjedna 1967., Bogoslovska smotra, XXXVII (1967.) 1-2, 3-10.
- Zaključna riječ na zatvaranju Teološko-pastoralnog tjedna 1967., Bogoslovska smotra, XXXVII (1967.) 1-2, 107-108.
- Moralno-pastoralno-liturgijska sekcija, Bogoslovska smotra, XXXVII (1967.) 1-2, 191-192.
- moralke ili morala?, Crkva u svijetu, II (1967.) 3, 39-48.
- De studentium formatione ad munus praedicationis, Acta Commissionis de ministerio verbi O.P., 1967., str. 28-32.
- In procreazione regulanda minus rectae viae, Divus Thomas (Piacenza), LXX (1967.) 1-2, 81-108.
- Tolerare non sempre vuol dir permettere, Perfice munus (Torino), (1967.) 7, 423-432.
- Moralka u odnosu prema biologiji i psihologiji, Crkva u svijetu, II (1967.) 4, 34-47 [odnos biološko-psihičkog fenomena prema etičkom ili moralnom fenomenu]
- Moral i ljudsko društvo, Crkva u svijetu, II (1967.) 5, 14-26. odnos moralke prema sociologiji
- Moral prema filozofiji i religiji, Crkva u svijetu, II (1967.) 6, 20-30.
- Vjernost Koncilu, Bogoslovska smotra, XXXVII (1967.) 3-4, 317-322. (Nepotpisano)  Ulomci iz govora Pavla 8.12.1966., 7.4.1967., 10.12.1967., 3.9.1967., redemptoristima 24.9.1967, te na prvoj sjednici Biskupske sinode.
- Platonska ljubav bračnih drugova, Bogoslovska smotra, XXXVII (1967.) 3-4, 380-384.
- Demografski problemi u enciklici „Populorum progressio”, Bogoslovska smotra, XXXVII (1967.) 3-4, 385-391.
- Neka idejna strujanja u pokoncilskoj katoličkoj društvenoj nauci, Bogoslovska smotra, XXXVII (1967.) 3-4, 418-424.
- Dr. Pavao Butorac, Problem kulture. Dubrovnik 1966., 364 str, predgovor dr. Frane Franić, biskup, Bogoslovska smotra, XXXVII (1967.) 3-4, 489-490.
- Padre Häring risponde, kolekcija 50 problema religiozno-moralne naravi kako ih rješava p. B. Haering , Edizione Paoline. Rima 1966, III. izdanje, Bogoslovska smotra, XXXVII (1967.) 3-4, 491.
- Ante Katalinić, Treptaji srca među tvornicama, Dobri otac Antić, Split 1967, 150 str., Bogoslovska smotra, XXXVII (1967.) 3-4, 496-497. (prikaz)
- Studia moralia, IV, Commentaria in constitutionem pastoralem Gaudium et spes, Academia Alfonsiana, Rim 1966., Bogoslovska smotra, XXXVII (1967.) 3-4, 501-502.
- Petar Bulat, Crkva u malom, Zagreb 1967., 296 str., s uvodnim riječima dra Franje kard. Šepera, Bogoslovska smotra, XXXVII (1967.) 3-4, 502.
- De organorum transplantatione ulterior expositio, Studia moralia Alfonsiana (Roma), V/1967., str. 155-177. poseban otisak.
- Naša je sudbina povezana, Vjesnik Đakovačke biskupije, XX (1967.) 7-8, 125-128 (potreban je dijalog s marksistima)
- Životna mudrost ili razboritost i pravednost, Zagreb 1968., 90 str. ciklostilom. Znanost spasenja, 4. svezak, bilješke iz katoličke moralke (4. izdanje).
- Systema moralis christocentricae, Miscellanea André Combes ex Universitate Lateranensi, vol. III, Roma 1968., str. 357-374. poseban otisak, 20 str.
- Zbornik radova s teološko-pastoralnog tjedna za svećenike, Zagreb 6-9. II 1968, Bogoslovska smotra, XXXVIII (1968.) 1, 1.
- Vrijeme u svjetlu povijesti spasenja : Uvodna riječ na otvorenju Teološko-pastoralnog tjedna 6. II. 1968., Bogoslovska smotra, XXXVIII (1968.) 1, 3-5.
- Problemi katehizacije, Bogoslovska smotra, XXXVIII (1968.)  1, 101.
- Završne riječi na zatvaranju Teološko-pastoralnog tjedna 9. II. 1968., Bogoslovska smotra, XXXVIII (1968.) 1, 128-129.
- Kronika Teološko-pastoralnog tjedna u Zagrebu 6.-9. II. 1968., Bogoslovska smotra, XXXVIII (1968.) 1, 131-132.
- Moralka prema psihologiji i pedagogiji, Crkva u svijetu, III (1968.) 1, 38-48.
- Je li moralka podložna promjenama?, Crkva u svijetu, III (1968.) 2, 33-46.
- Verso un ridimensionamento della gravita del peccato solitario, Perfice munus (Torino), (1968.) 4, 222-230.
- Trapianto del cuore: considerazioni morali, Perfice munus (Torino), (1968.) 6, 322-331.
- Pojam kršćanske slobode, Crkva u svijetu, III (1968.) 4, 49-58.
- Presađivanje srca u moralnoj perspektivi, Bogoslovska smotra, XXXVIII (1968.) 2, 182-190.
- Teološka dimenzija bračne problematike, Bogoslovska smotra, XXXVIII (1968.) 2, 198-209. (povodom članka u Svescima br. 7-8, str. 85)
- Dijalektika bračne zajednice u ljubavi, Bogoslovska smotra, XXXVIII (1968.) 2, 210-222 (uz Gaudium et spes, br. 51)
- Studia moralia. Svezak V.  Rim 1967., Bogoslovska smotra, XXXVIII (1968.) 2, 285-286.
- Lambruschini F., Verso una nuova morale nella Chiesa, Brescia 1967., Bogoslovska smotra, XXXVIII (1968.) 2, 286.
- Dr. B. Duda, Maria in S. Scriptura, Bogoslovska smotra, XXXVIII (1968.) 2, 286-287.
- Le dossier de Rome, Controle des naissances et théologie, Paris 1967., Bogoslovska smotra, XXXVIII (1968.) 2, 288-289.
- Ispovijed vjere, Bogoslovska smotra, XXXVIII (1968.) 3-4, 293 - 301. (U potpisu Uredništvo)

- Suvremeni odgoj svećeničkih kandidata, Đakovo 1967., 227 str. (ciklostolom), Bogoslovska smotra, XXXVIII (1968.) 2, 289-290.
- Moral ljubljene djece, Crkva u svijetu, III (1968.) 5, 56-65. (kršćanski moral uključuje naravni moral)
- Interrogare o no sull’uso del matrimonio, Perfice munus (Torino), (1968.) 12, 642-649.
- Neprihvatljivost tzv. superpilule, Bogoslovska smotra, XXXVIII (1968.) 3-4, 347-353.
- Preispitivanje kvalifikacije samobluda, Bogoslovska smotra, XXXVIII (1968.) 3-4, 354-361.
- Cjelovitost euharistijskog štovanja, Bogoslovska smotra, XXXVIII (1968.) 3-4, 362-370 (uz Uputu o štovanju euharistijskog otajstva, 1967.)
- Osnovna načela moralnog života (nastavak) : čuvstva, kreposti, grijesi, zakoni, milost, savjest], 1969., 77 str. ciklostilom. Znanost spasenja, 2. svezak, bilješke iz katoličke moralke (4. izdanje).
- Tri božanske kreposti : vjera, ufanje, ljubav, Zagreb 1969., 72 str. ciklostilom. Znanost spasenja, 3. svezak, bilješke iz katoličke moralke (4. izdanje).
- Posebna umjerenost (uzdržljivost) - staleška moralka, Zagreb 1969., 69 str. ciklostilom. Znanost spasenja, 6. svezak, bilješke iz katoličke moralke (4. izdanje).
- Il diritto di legitima difesa nel matrimonio, Perfice munus (Torino), (1969.) 1, 2-9 (O Humanae vitae, br. 13.)
- [Ljubav u službi života], Zagreb: Hrvatsko književno društvo sv. Ćirila i Metoda, 1969., 87 str. Prikaz: Karlo Nola, u: Bogoslovska smotra (Zagreb), XXXIX (1969.) 2-3, 298-302.
- Zbornik radova s teološko-pastoralnog tjedna za svećenike, Zagreb 4-7. II 1969., Bogoslovska smotra, XXXIX (1969.) 1, 1.
- U znaku metanoje : Uvodna riječ na otvorenju Teološko-pastoralnog tjedna 1969., Bogoslovska smotra, XXXIX (1969.) 1, 3-6.
- Zaključna riječ [na zatvaranju Teološko-pastoralnog tjedna 1969., Bogoslovska smotra, XXXIX (1969.) 1, 137.
- Kronika Teološko-pastoralnog tjedna 1969., Bogoslovska smotra, XXXIX (1969.) 1, 151-152.
- Pitati penitente o bračnim zloupotrebama?, Bogoslovska smotra, XXXIX (1969.) 1, 127-136.
- Očekivanje Crkve, Bogoslovska smotra, XXXIX (1969.) 1, 138-143, govor dekana na proslavi 300. godišnjice Bogoslovnoga fakulteta u Zagrebu
- La contracezione non colpevole?, Perfice munus (Torino), (1969.) 2, 342-349.
- Moralna kvalifikacija kontracepcije, Bogoslovska smotra, XXXIX (1969.) 2-3, 213-216, prema Humanae vitae.
- Pravo bračnog druga na samoobranu, Bogoslovska smotra, XXXIX (1969.) 2-3, 217-221 (problematika tretirana na slučaju pijanstva)
- Oko redovničke problematike, Bogoslovska smotra, XXXIX (1969.) 2-3, 222-229. (o obnovi redovništva, posebno o nekim neodobrenim pothvatima)
- Čovjek svih vremena, Bogoslovska smotra, XXXIX (1969.) 2-3, 234-238 (sv. Toma Akvinski)
- Ferdinand Klostermann, Teze o laicima, Zagreb 1967., Bogoslovska smotra, XXXIX (1969.) 2-3, 302-304 (prikaz)
- Vlainić-Butorac, Prirodno reguliranje poroda, Zagreb 1968., Bogoslovska smotra, XXXIX (1969.) 2-3, 304-305.
- Jean-Claude Barreau, Vjera jednog poganina, Zagreb 1968., Bogoslovska smotra, XXXIX (1969.) 2-3, 305-306 (prikaz)
- P. Atanasio Matanić OFM, Dottrina di Giovanni Duns Scoto sulla connesione delle virtu morali, Rim 1968. Izvadak iz III. sveska skolastičko-skotističkih studija, Bogoslovska smotra, XXXIX (1969.) 2-3, 306-307 (prikaz)
- François Houtart, Sociologija i pastoral, Zagreb 1968., str. 7-91, Bogoslovska smotra, XXXIX (1969.) 2-3, 307-308 (prikaz)
- Atanasio Matanić, Vocazioni e spiritualità, Ediz. Paoline, Rim 1968, str. 9-154, Bogoslovska smotra, XXXIX (1969.) 2-3, 308-309 (prikaz)
- Živan Bezić, Kršćansko savršenstvo, katolička asketika,  II. izdanje, Split 1968., Bogoslovska smotra, XXXIX (1969.) 2-3, 309-311 (prikaz)
- Fabijan Veraja, Le origini della controversia teologica sul contratto di censo nel XIII secolo, Rim 1960., 195 str, Bogoslovska smotra, XXXIX (1969.) 2-3, 311-312 (prikaz)
- P. M. Brlek, De momento Duns Scoti pro iure iurisque formatione, U seriji „Studia scholastico-scotistica“, 4 (1968), str. 767-816, Bogoslovska smotra, XXXIX (1969.) 2-3, 312 (prikaz)
- Anton Trstenjak, Kad bih još jedanput živio, Đakovo 1968., Bogoslovska smotra, XXXIX (1969.) 2-3, 312-314 (prikaz)
- Neka izdanja Hrvatskog književnog društva sv. Ćirila i Metoda, Bogoslovska smotra, XXXIX (1969.) 2-3, 314 (prikaz, posebno Stjepan Krčmar, U zrcalu).
- Jean Danielou, Osporavanja i svjedočanstva, Zagreb : HKD, 1969., Bogoslovska smotra, XXXIX (1969.) 2-3, 314-315 (prikaz)
- L’aspetto positivo dell’Humanae vitae, Perfice munus (Torino), 44 (1969.) 7, 396-405.
- Dovere personale di restituzione ai paesi sottosviluppati, Perfice munus (Torino), 44 (1969.) 8-9, 473-481.
- Atrakcija „lijepe kreposti“ kao odgojni faktor celibata, Crkva u svijetu, IV (1969.) 4, 352-358.
- Princip cjelovitosti (s osobitim osvrtom na enc. Humanae vitae), Bogoslovska smotra, XXXIX (1969.) 4, 354-361.
- Eventualni stanovnici drugih planeta (s teološke perspektive), Bogoslovska smotra, XXXIX (1969.) 4, 375-380.
- Sedam glavnih problema Crkve, Bogoslovska smotra, XXXIX (1969.) 4, 381-389.
- Gabrile-Marie kard. Garrone, Poslušnost i odgoj za poslušnost, Zagreb 1969., Bogoslovska smotra, XXXIX (1969.) 4, 495-497. (prikaz)
- G. Berutti, Tajne u gradu mrtvih, Izdanje Izvori istine, dominikanci, Korčula 1969., Bogoslovska smotra, XXXIX (1969.) 4, 502-503. (prikaz)
- Maraković, Ljubomir. Petar Preradović, Zagreb 1969., Bogoslovska smotra, XXXIX (1969.) 4, 503-504. (prikaz)
- Mara Švel-Gamiršek, Legende, Zagreb 1969., Bogoslovska smotra, XXXIX (1969.) 4, 504-505. (prikaz)
- Komunitarizam ili nešto više? , Bogoslovska smotra, XXXIX (1969.) 4, 401-413.
- T. Šagi-Bunić, Problemata christologiae chalcedonensis, Izdanje Roma-Laurentianum 1969., str. 6-105, Bogoslovska smotra, XXXIX (1969.) 4, 492-493. (prikaz)
- Kršćanska pedagogija, Zageb : Kršćanska sadašnjost, 1970., 206 str. (Priručnici, 2) ( Prikaz: Josip Kribl, u: Bogoslovska smotra, Zagreb), XLI (1971.) 2-3, 334-336.
- Blagdanska obveza bogoslužja, Bogoslovska smotra, XL (1970.) 1, 60-68 (predavanje na Teološko-pastoralnom tjednu 1970.)
- Ortodoksija i ortopraksis (spoznati i „činiti” istinu) , Crkva u svijetu, V (1970.) 2, 126-139.
- Valoriziranje sticanja kreposti, Bogoslovska smotra, XL (1970.) 2-3, 216-230.
- Moralni pogled u teološke rasprave, Bogoslovska smotra, XL (1970.) 2-3, 231-249. (Osvrt na novu protestantsku teologiju - Paul Tillich - i njezin utjecaj na katolike, povodom objave članka Paula Bourgyja, Zakon i milost u današnjoj Crkvi, Svesci, 16, 18-21).
- Govor od 12. ožujka 1970. o promaknuću kard. Franza Koeniga u počasnoga doktora teologije (na latinskom), Bogoslovska smotra, XL (1970.) 2-3, 268.
- Govor od 12. ožujka 1970. o promaknuću biskupa Franje Kuharića u počasnoga doktora teologije (na latinskom) , Bogoslovska smotra, XL (1970.) 2-3, 269-270.
- Biskupi Jugoslavije, Uputa o enciklici Pavla VI. „Humanae vitae”, Zagreb 1970., Bogoslovska smotra, XL (1970.) 2-3, 280-281.
- Dr. Čedomil Čekada, Crkva - svećeništvo - svećenici, Đakovo, I, 1967., II. 1968., Bogoslovska smotra, XL (1970.) 2-3, 281-282.
- Studia moralia, VII, 1969. , Bogoslovska smotra, XL (1970.) 2-3. 286-288. (prikaz zbornika posvećenog kršćanskoj nadi)
- Uskrsni vidici, Izdaju dominikanci Korčula u izdanju „Izvori istine”, br. 2, 1970, Bogoslovska smotra, XL (1970.) 2-3, 288-289.
- Mirko Validžić, Srce najveće Majke, Zagreb 1968., 41 str., Bogoslovska smotra, XL (1970.) 2-3, 291. (prikaz)
- Dr Ćiro Markoč, Moj put u Njemačku, Zagreb 1969., Bogoslovska smotra, XL (1970.) 2-3, 291. (prikaz putopisa)
- Mirko Validžić, Duh - misao - svijet (ciklostilom), Zagreb 1969., Bogoslovska smotra, XL (1970.) 2-3, 292. (prikaz)
- Krepost je iznad navike, Bogoslovska smotra, XL (1970.) 4, 308-316.
- Očitovanje profesionalne tajne, Bogoslovska smotra, XL (1970.) 4, 361-364.
- Formativna ili samoinformativna štampa, Bogoslovska smotra, XL (1970.) 4, 365-369.
- Kršćanin u dinamici svetog ufanja (nade), Bogoslovska smotra, XL (1970.) 4, 370-375 (raščlamba knjige Ladislava Borosa, Živjeti iz nade, Zagreb 1970.)
- Juan Arias, Bog u kojega ne vjerujem, U izdanju „Izvori istine”, Korčula, Bogoslovska smotra, XL (1970.) 4, 424-425.
- Ivan Lončar, Ženidba, kratka pouka za kršćanski život u braku, Zagreb 1970., Bogoslovska smotra, XL (1970.) 4, 428.  Pod pseudonimom N. D. (Nikola Dolovjev).
- Smijemo li kritizirati francuske biskupe? : Osvrt na Uputu francuskih biskupa o enicklici „Humanae vitae”, Zagreb : Hrvatsko književno društvo sv. Ćirila i Metoda, 1970., 15 str.
- Marksisti i kršćani prema budućnosti, Crkva u svijetu, V (1970.) 4, 369-378.
- Katolička društvena nauka : katolička sociologija, Zagreb : Hrvatsko književno društvo sv. Ćirila i Metoda, 1971., 168 str. * Prikaz: Josip Kribl, u: Bogoslovska smotra (Zagreb), XLI (1971.) 2-3, 336-337.
- Sveta Katarina Sijenska danas, Zagreb : Kršćanska sadašnjost, 1971., 53 str. (Metanoja, 20-21) (Razmišljanja prigodom njezina proglašenja naučiteljicom Crkve, 4. X. 1970.) Prikaz: Josip Kribl, u: Bogoslovska smotra (Zagreb), XLI (1971.) 2-3, 332-333.
- Čovjek svih vremena : Sv. Toma iz Akvina 1225-1274, Korčula : Izvori istine, 1971., 96 str.
- Prikazi: Živan Bezić, u: Crkva u svijetu (Split), VI (1971.) 4, 351 https://hrcak.srce.hr/clanak/136096;  D. N., u: Bogoslovska smotra (Zagreb), XLI (1971.) 2-3, 331-332.
- Tražeći prostor za dijalog između kršćana i marksista, Crkva u svijetu, VI (1971.) 1, 21-33. (pozitivne i negativne strane nekih predloženih dodirnih točaka).
- Predbračni moral, Bogoslovska smotra, XLI (1971.) 2-3, 225-230. (Povodom članka u Svescima, 17-18, 66-72)
- Spada li masturbacija u prostor bludnosti? , Bogoslovska smotra, XLI (1971.) 2-3, 231-235.
- Apostolsko pismo Pavla VI. „Octogesima adveniens”, Bogoslovska smotra, XLI (1971.) 2-3, 247-259.
- Primat ljubavi, ali koje? , Bogoslovska smotra, XLI (1971.) 2-3, 271-277. (povodom članka Romana Bleisteina u Svescima 17-18, 66-72)
- Domenico Bertretto SDB, Marija Majka Crkve, Izdanje Izvori istine, Bogoslovska smotra, XLI (1971.) 2-3, 317-318. Pod pseudonimom N. D. (Nkola Dolovjev)
- Čekada, Čedomil. Kuća na kamenu, Đakovo 1970., Bogoslovska smotra, XLI (1971.) 2-3, 328-330.
- Koncil u službi riječi, Izdanje Izbori istine br. 4, 1971, izdaju dominikanci Korčula, Bogoslovska smotra, XLI (1971.) 2-3, 330-331.
- Živan Bezić, Pastoralna služba. Katolička pastoralka, sv. III, Split 1971., Bogoslovska smotra, XLI (1971.) 2-3, 333-334.
- Katolički godišnjak 1971. Izdaje Hrvatsko književno društvo sv. Ćirila i Metoda, Zagreb, Bogoslovska smotra, XLI (1971.) 2-3, 339-340.  Pod pseudonimom N. D. (Nikola Dolovjev).
- K. Mlač, Putnik Marijanski. Zbirka hrvatskih narodnih pjesama bistričkih romara, Zagreb 1971., Bogoslovska smotra, XLI (1971.) 2-3, 340-341.
- Dr. Josip Andrić - Zbornik, Zagreb 1971., Bogoslovska smotra, XLI (1971.) 2-3, 341-342. * Pod pseudonimom N. D. (Nikola Dolovjev).
- U svijetlo-tamnim dubinama, Izvori istine (Korčula), III (1971.) 6, str. 4-100. * Prikazi: Jerko Barišić, u: Crkva u svijetu (Split), VII (1972.) 1, 87-88;
- Bonaventura Duda,  u: Bogoslovska smotra (Zagreb), XLII (1972.) 2-3, 279-280; N.N., u: Veritas (Zagreb), 11 (1972.) 1, 23; XI (1972.) 5, 147.
- Teološka sinteza svete Katarine Sijenske, Bogoslovska smotra, XLI (1971.) 4, 401-408.
- Drama ateizacije, Bogoslovska smotra, XLI (1971.) 4, 433-440. (o knjizi Esada Ćimića, Drama ateizacije – religija, ateizam i odgoj, Sarajevo 1971.)
- Joseph Laloux, Uvod u sociologiju religije, Izdala KS, Zagreb 1970., Bogoslovska smotra, XLI (1971.) 4, 467. * Pod pseudonimom N. D. (Nikola Dolovjev).
- Seksološke studije, Izdala KS, Zagreb 1971, redaktor teksta dr. M. Gaudefroy, Bogoslovska smotra, XLI (1971.) 4, 471-472.
- Bonaventura Duda, Ima li naše redovništvo budućnost? , Zagreb 1971., Bogoslovska smotra, XLI (1971.) 4, 472-473.
- Cultro integrale del mistero eucaristico, Palestra del clero (Rovigo), (1971.) 10, 1-11.
- Tko ima prednost: društvo ili pojedinac? , Crkva u svijetu (Split), VI (1971.) 4, 300-310.
- Vrijednost utopija, Crkva u svijetu, VII (1972.) 2, 126-135.
- Positiva ma prudente educazione sessuale, Palestra del clero (Rovigo), (1972.) 8 / 15. IV., 455-469.
- vjerska obitelj kao odgojni faktor (u našim društveno-političkim prilikama), Bogoslovska smotra, XLII (1972.) 1, 93-102. (predavanje na Teološko-pastoralnom tjednu, 1972.)
- Rodoljublje u etičko-moralnom prostoru, Crkva u svijetu (Split), VII (1972.) 3, 211-223. Osvrt: Ante Škobalj: „Osnovno” i „tragično” u članku dra Jordana Kuničića „Rodoljublje u etičko-moralnom prostoru”, Crkva u svijetu, VII (1972.) 4, 352-357. – odgovor na to: Jordan Kuničić, Jedna nepotrebna razmjena misli, Crkva u svijetu, VIII (1973.) 1, 73-79. – odgovor na to: Ante Škobalj, Potrebna razmjena misli, Crkva u svijetu, VIII (1973.) 1, 79-80.
- Egzistencijalizacija Marijina štovanja, Bogoslovska smotra, XLII (1972.) 2-3, 202-211. (osobito kod „suspasiteljice”)
- Neka pitanja u vezi s enciklikom „Humanae vitae”, Bogoslovska smotra, XLII (1972.) 2-3, 212-221.
- Janko Penić, Putovi k Bogu, Zagreb 1971., Bogoslovska smotra, XLII (1972.) 2-3, 280.
- Jean Guitton, Što vjerujem, Zagreb 1972., Bogoslovska smotra, XLII (1972.) 2-3, 290-292.
- Vrijednost različitih interpretacija, Crkva u svijetu, VII (1972.) 4, 326-338.
- Bezuvjetnost kršćanskog morala, Bogoslovska smotra, XLII (1972.) 4, 362-373. (Kritika članka Ljudevit Plačko, na apostolsko pismo Octogesima adveniens, Bogoslovska smotra, XLII (1972.) 2-3, 251-261). Osvrt: Ljudevit Plačko, Odgovor na članak „Bezuvjetnost kršćanskog morala”, Bogoslovska smotra, XLII (1972.) 4, 374-389.
- Epilog jedne duge teološke rasprave, Bogoslovska smotra, XLII (1972.) 4, 390-398. (povodom odgovora Kongregacije za nauk vjere povodom razmimoilaženja u tumačenju Humanae vitae). Osvrt: Štefan Steiner, „Epilog” dr. Jordana Kuničića, Bogoslovska smotra, XLIII (1973.) 2-3, 291-305. (Humanae vitae).
- Izjava u vezi dopisa dra S. Steinera, Služba Božja, XII (1972.) 4-6, 259-260. (Osvrt na: Štefan Steiner, Metoda dra Jordana Kuničića, Služba Božja, XII (1972.) 4-6, 244-259).
- Studia moralia, VIII, Izdanje Academia Alfonsiana, Rim 1970., Bogoslovska smotra, XLII (1972.) 4, 455-456.
- Studia moralia, IX, Rim 1971., posvećen 100. godišnjici proglašenja sv. Alfonza naučiteljem Crkve, Bogoslovska smotra, XLII (1972.) 4, 456-457.
- Berthe Bernage, S radošću osvajati godine, Korčula 1972., 110 str., Bogoslovska smotra, XLII (1972.) 4, 457-458.  Pod pseudonimom N. D. (Nikola Dolovjev).
- De homine, Rim 1970., dva sveska, izdala Papinska akademija sv. Tome u Rimu, Bogoslovska smotra, XLII (1972.) 4, 458 (prikaz zbornika VII. međunarodnog tomističkog kongresa, Rim, 7.-12. rujna 1970.).
- Mariele Quartana, Istina o porijeklu života, Odgovori našoj djeci, Samobor 1972., Bogoslovska smotra, XLII (1972.) 4, 459-460.
- D. Mongillo, Apostolat laika, Izdanje Izvori istine, Korčula 1972., Bogoslovska smotra, XLII (1972.) 4, 463-464.
- Opstoji li apsolutni moral, Crkva u svijetu, VIII (1973.) 3, 224-237.
- Razvoj moralnih dogmi, Bogoslovska smotra, XLIII (1973.) 2-3, 247-260.
- Beziznimnost osnovnih moralnih dogmi, Bogoslovska smotra, XLIII (1973.) 2-3, 277-289.
- Juan Arias, Uvijek novi Krist, Izdavač Izvori istine, Korčula 1972., knjiga 4, Bogoslovska smotra, XLIII (1973.) 2-3, 333.
- Homilije od došašća do korizme „B”, Izdavač Izvori istine, Korčula 1972., br. 8, Bogoslovska smotra, XLIII (1973.) 2-3, 333-334.
- „Izvori istine”, Homilije, u seriji br. 9. Izdaju dominikanci, Korčula, Bogoslovska smotra, XLIII (1973.) 2-3, 334. * Pod pseudonimom N. D. (Nikola Dolovjev).
- Josip Kribl, Božja poruka čovjeku. Propovijedi kroz cijelu godinu : „B“ ciklus, Zagreb 1972., 215 str., Bogoslovska smotra, XLIII (1973.) 2-3, 334-335.
- Dodatna tumačenja Kongregacije u pitanju kontracepcije, Bogoslovska smotra, XLIII (1973.) 4, 449-459.
- Studia moralia, sv. X, Rim 1972., 435 str., Bogoslovska smotra, XLIII (1973.) 4, 519-520.
- L. Fontana, Ljubav i mladi; U izdanju Izvori istine - dominikanci Korčula, 140 str., Bogoslovska smotra, XLIII (1973.) 4, 520-521.
- Josip Kribl, Redovnica - prema Bogu i bližnjemu, Razmatranja za svaki dan kroz godinu. Prvi dio, Zagreb 1973., 433 str., Bogoslovska smotra, XLIII (1973.) 4, 521-522.
- Josip Kribl, Božja poruka čovjeku. Propovijedi kroz cijelu godinu : ciklus C, Zagreb 1973., 229 str., Bogoslovska smotra, XLIII (1973.) 4, 525-526.
- Jedna nepotrebna razmjena misli, Crkva u svijetu, VIII (1973.) 1, 73-79. Osvrt na: Ante Škobalj, „Osnovno” i „tragično” u članku dra Jordana Kuničića „Rodoljublje u etičko-moralnom postoru”, Crkva u svijetu, VII (1972.) 4, 352-357. Osvrt na ovaj članak: Ante Škobalj, Potrebna razmjena misli, Crkva u svijetu, VIII (1973.) 1, 79-80.
- Odgovorna pasivnost u Božjoj službi], Vjesnik Đakovačke biskupije, XXVII (1974.) 3, 47-48. 55.
- Zbornik u povodu 700. obljetnice smrti sv. Tome Akvinskoga (1274-1974), uredio Jordan Kuničić, Zagreb : Dominikanski provincijalat, 1974., 288 str.

- U Tomi je mnogo više od Tome..., Zbornik u povodu 700. obljetnice smrti sv. Tome Akvinskoga (1274-1974), Zagreb : Dominikanski provincijalat, 1974., str. 5-8.
- Preorijentacija moralke, Zbornik u povodu 700. obljetnice smrti sv. Tome Akvinskoga (1274-1974), Zagreb : Dominikanski provincijalat, 1974., str. 65-82.
- I dijalog ima svojih granica], Zbornik u povodu 700. obljetnice smrti sv. Tome Akvinskoga (1274-1974), Zagreb : Dominikanski provincijalat, 1974., str. 175-186.
- Jedan glasoviti dominikanac iz prošlosti - Vinko Paletin (prema bilješkama oca Antonina Zaninovića), Zbornik u povodu 700. obljetnice smrti sv. Tome Akvinskoga (1274-1974), Zagreb : Dominikanski provincijalat, 1974., str. 195-197.

Objavljeno nakon smrti:
- Seksualna problematika u neotologizmu, Zagreb : Dominikanski provincijalat, 1974., 56 str.
- Hagiodulija u privatnom i javnom životu, Bogoslovska smotra, XLIV (1974.) 1, 5-12. (predavanje na Teološko-pastoralnom tjednu, 1974.; častiti svece i provoditi njihov primjer u životu znači biti više čovjek)
- Može li se danas realizirati specifičnost dominikanskog reda?, Vjesnik Hrvatske dominikanske provincije, XI (1974.) 29, str. 19-23.
- Sv. Toma spaja vremena, Obnovljeni život (Zagreb), XXIX (1974.), 302-310.
- „Nova katolička moralka” J. G. Milhavena, Crkva u svijetu, IX (1974.) 2, 147-157. Prikaz knjige „Vers une nouvelle morale catholique, 1972., 207 str. – Nasuprot Milhavenu, Kuničić tvrdi da u vjeri nije dopuštena dvoumica niti kao odlazna točka istraživanja jer je vjera uvijek posluh i predanje Istini (Denzinger 2738), a pozitivna dvoumica znači nijekanje vjere i obustavljanje vjerskog pristanka.
- Homilije - od Došašća do Cvjetnice lit. god. C. U izdanju Izvori istine, dominikanci, Korčula 1973., 84 str., Bogoslovska smotra, XLIV (1974.) 2-3, 436-437.
- Govor dekana dr. Jordana Kuničića na otvaranju Instituta za crkvenu glazbu KBF u Zagrebu, Sveta Cecilija, LVIII (1988.) 1, 1-2.